# Tvångsskifte
Tvångsskifte är en form av skriftligt arvskifte som en förordnad skiftesman upprättar sedan han dessförinnan sökt få dödsbodelägarna att frivilligt underteckna ett arvskifte. Tvångsskiftet ska undertecknas av skiftesmannen och snarast möjligt delges dödsbodelägarna.
Vill delägare klandra ett verkställt tvångsskifte ska talan väckas mot övriga delägare (klander av arvskifte) inom fyra veckor från delgivningen. Talan väcks genom ansökan om stämning på övriga dödsbodelägare. En förutsättning för att tingsrätten ska ta upp målet är att en ansökningsavgift betalas in till domstolen. Blankett för stämningsansökan finns på domstolsverkets webbplats. Målet handläggs som ett tvistemål och får därför till exempel målnummer T 987-12.

## Fotnoter
1. ↑  https://lagen.nu/1958:637#K23P5
2. ↑  https://lagen.nu/1987:230#K17
3. ↑  Ansökningsavgift vid ansökan om stämning http://www.dom.se/templates/DV_InfoPage____1106.aspx Arkiverad 8 februari 2009 hämtat från the Wayback Machine.
4. ↑  Blankett för stämningsansökan http://www.dom.se/Publikationer/Blanketter/DV_161.pdf Arkiverad 12 april 2007 hämtat från the Wayback Machine.